# Campeonato Sul e Centro-Americano de Handebol Masculino
O Campeonato de Handebol Masculino da América do Sul e Central é a competição oficial das seleções nacionais seniores de handebol da América do Sul e da América Central, e acontece a cada dois anos. Além de coroar os campeões sul e centro-americanos, o torneio também serve como torneio classificatório para o Campeonato Mundial de Handebol. O primeiro torneio foi realizado em 2020 em Maringá, Brasil.

## Edições
| 2020 Detalhes | Brasil    | Argentina | Pontos corridos | Brasil    | Uruguai | Pontos corridos | Chile    |
| 2022 Detalhes | Brasil    | Brasil    | 20–17           | Argentina | Chile   | 29–21           | Uruguai  |
| 2024 Detalhes | Argentina | Brasil    | Pontos corridos | Argentina | Chile   | Pontos corridos | Paraguai |

## Quadro de Medalhas
| Ordem | País      | Medalha de ouro | Medalha de prata | Medalha de bronze |   |
| ----- | --------- | --------------- | ---------------- | ----------------- | - |
| 1     | Brasil    | 2               | 1                | 0                 | 3 |
| 2     | Argentina | 1               | 2                | 0                 | 3 |
| 3     | Chile     | 0               | 0                | 2                 | 2 |
| 4     | Uruguai   | 0               | 0                | 1                 | 1 |

## Nações Participantes
| 'País      | 2020 | 2022 | 2024 | Edições |
| Argentina  | 1º   | 2º   | 2º   | 3       |
| Bolívia    | 6º   | 7º   |      | 2       |
| Brasil     | 2º   | 1º   | 1º   | 3       |
| Chile      | 4º   | 3º   | 3º   | 3       |
| Colômbia   |      | WD   |      | 0       |
| Costa Rica |      | 6º   | 6º   | 2       |
| Paraguai   | 5º   | 5º   | 4º   | 3       |
| Uruguai    | 3º   | 4º   | 5º   | 3       |
| Total      | 6    | 7    | 6    |         |